# Formation par alternance en France
Pour les articles homonymes, voir Apprentissage (homonymie), Formation par alternance et Formation.
Un alternant, en France, est un individu qui suit une formation en alternance entre une entreprise et un établissement de formation (centre de formation d'apprentis ou organisme de formation).
Initialement originaires du monde de l'artisanat, les apprentis sont aujourd'hui présents dans de nombreuses filières, dans le domaine des services, de l'industrie, du commerce, dans l'artisanat et dans l'agriculture, du CAP (niveau 3) au doctorat (niveau 8).

## Définition

### Contrat d'apprentissageet contrat deprofessionnalisation
L'apprentissage et l'alternance désigne exactement la même chose, l'un découlant de l'autre. En effet, l’apprentissage constitue seulement l’un des types de contrats que l’on peut choisir lors de sa formation. L'autre possibilité étant le contrat de professionnalisation. La principale différence entre les deux est que le contrat d'apprentissage relève de la formation initiale, c'est-à-dire qu'il permet l'obtention d'un diplôme à la fin (CAP, Bac pro, licence, master, etc.), alors que le contrat de professionnalisation relève de la formation continue, c'est-à-dire sans l'obtention d'un diplôme à la fin.
L'alternance peut donc être réalisée par deux types de contrat de travail :
- un contrat d'apprentissage, dispensé en centre de formation d'apprentis (CFA) ou en unité de formation d'apprentis (UFA)[4];
- un contrat de professionnalisation, dispensé en organisme de formation (OF).

Elle peut se faire sous statut scolaire dans les lycées professionnels, les établissements publics locaux d’enseignement et de formation professionnelle agricoles ou les Maisons Familiales Rurales (MFR) qui ont un contrat de participation au service public d'éducation avec le ministère de l'agriculture. Elle peut également être suivie dans le cadre de la formation continue ou d'une Préparation Opérationnelle à l'Emploi Individuelle (POEI) ou Collective (POEC) pour les demandeurs d'emploi.

### Rythme
La formation en alternance repose intrinsèquement sur l’alternance d'une formation théorique dans un établissement de formation (CFA ou OF) et d'une mise en pratique en entreprise. La durée de la formation théorique dépend de la nature du contrat (apprentissage ou professionnalisation). Tous les rythmes sont donc possibles, constants ou variables, suivant le contrat d’alternance et la formation suivie. Voici un exemple des rythmes couramment appliqués entre l'entreprise et le établissement de formation : 2 jours en entreprise et 3 jours en centre de formation, ou 1 semaine sur deux, ou 1 semaine sur trois, ou 2 semaines sur deux, ou 1 mois sur 2.
Le rythme de l'alternance doit respecter le droit du travail (horaires et règles de sécurité notamment), et permettre la formation en entreprise comme en établissement de formation (400 heures minimum par an en contrat d'apprentissage par exemple). Le rythme de l'alternance, qu'il soit court ou long, possède des avantages et inconvénients. Par exemple un rythme trop long l'alternant ne pourra pas (ou très peu) comparer fréquemment la théorie vue en centre de formation et la pratique réelle en entreprise, aura moins l'occasion de transformer ses savoirs en savoir-faire et ne pourra pas (ou très peu) adapter son suivi de formation par rapport à son expérience en entreprise et inversement. Alors qu'un rythme trop court peut perturber l'alternant et/ou l'employeur, peut ne pas conduire à une définition claire des missions données pendant les périodes pratiques qui risquent de se réduire à des petits boulots, des tâches peu valorisantes dans l'entreprise et demande une rigueur supplémentaire de la part de l'alternant (et de l'employeur) dans le suivi des tâches / projets.
Dans la fonction publique, il existe également un autre type de contrat en alternance. Le PACTE ou Parcours d’Accès aux Carrières de la fonction publique Territoriale, hospitalière et de l’État. Le PACTE est un mode de recrutement en alternance dans la fonction publique pour des emplois de catégorie C. Il a la particularité de ne pas nécessiter de concours d'entrée. Pour pouvoir profiter de ce système de formation en alternance, le jeune apprenti doit signer un contrat de travail de droit public à durée déterminée pour une durée de 1 an au minimum et 2 ans au maximum, à temps plein.

## Contrat d'apprentissage
Un contrat d'apprentissage désigne un contrat de travail d'un type particulier, relevant de la formation initiale, s'adressant à des personnes désireuses d'entrer en formation professionnelle, celles-ci s'appelant alors apprentis – ou apprenti étudiant des métiers s'ils sont également inscrits dans un établissement d'enseignement supérieur public ou privé (universités, etc).
En France, il fait partie des contrats aidés et est destiné principalement à des jeunes âgés de 16 à 29 ans (cet âge maximal peut être porté à 35 ans dans certains cas particuliers). Un contrat d'apprentissage s'étale sur une durée de 1 à 3 ans, en fonction du diplôme visé.
Aujourd'hui, en France, on distingue:
- les apprentis préparant un diplôme professionnel de l'enseignement secondaire : CAP, baccalauréat professionnel, brevet professionnel, mention complémentaire, brevet des métiers d'art ;
- les étudiants apprentis préparant un diplôme de l'enseignement supérieur : BTS, BUT, licences professionnelles, masters, DNMADE, diplômes d'ingénieur, d'école supérieure de commerce, etc.

On les retrouve aussi bien dans les centres de formation techniques que dans les universités ou les grandes écoles, et dans les petites que les grandes entreprises. Les universités peuvent créer, en leur sein, leur propre centre de formation d'apprentis (CFA) ou un CFA Sup et elles en assume la responsabilité juridique, administrative et financière, soit elles assurent une délégation pédagogique en partenariat avec un CFA extérieur – un CFA public ou « académique ».
L'apprentissage est une voie efficace pour lutter contre le chômage. D'après la Chambre des métiers et de l'artisanat, 66% des titulaires du CAP n'ont jamais connu le chômage. Les jeunes diplômés issus de niveaux CAP ont deux fois plus de chance de trouver un emploi que ceux des filières générales. D'après le CEREQ, les emplois obtenus par la voie de l'apprentissage seraient mieux rémunérés et moins précaires. Pourtant l'apprentissage ne suscite pas un réel engouement chez les jeunes et depuis 2008, les entrées en apprentissage ne cessent de diminuer. La France compte en 2011 environ 295 000 contrats d'apprentissage.
Les conditions de la validation des enseignements dispensés à distance doivent être arrêtées dans chaque établissement d'enseignement supérieur au plus tard à la fin du premier mois de l'année d'enseignement et elles ne peuvent être modifiées en cours d'année. La validation des enseignements contrôlée par des épreuves organisées à distance sous forme numérique, doit être garantie par :
1. La vérification que le candidat dispose des moyens techniques lui permettant le passage effectif des épreuves ;
2. La vérification de l'identité du candidat ;
3. La surveillance de l'épreuve et le respect des règles applicables aux examens[14]

Le temps consacré par l'apprenti à la formation dispensée dans les centres de formation d'apprentis (CFA) est compris dans l'horaire de travail, sauf lorsqu'il s'agit de modules complémentaires au cycle de formation, librement choisis par l'apprenti et acceptés par le centre de formation d'apprentis. Pour le temps restant, et dans la limite de l'horaire de travail applicable dans l'entreprise, l'apprenti accomplit le travail qui lui est confié par l'employeur. Ce travail doit être en relation directe avec la formation professionnelle prévue au contrat.

### Conditions
Le contrat d’apprentissage est destiné aux jeunes de 16 à 30 ans. Mais aussi exceptionnellement à 15 ans sur dérogation pour les élèves sortant de 3e ou des dispositifs de préparation à l'alternance.
Dans certaines situations dérogatoires, il peut être accessible jusqu'à 35 ans :
- dans le cadre d'une succession de contrats, si le contrat initial a démarré avant les 35 ans du jeune et qu'il souhaite se former à un niveau supérieur au diplôme précédent. Dans ce cas, le contrat ne peut aller au-delà des 30 ans de l'apprenti. Le contrat d’apprentissage doit être signé dans un délai maximum d’un an après l’expiration du contrat précédent.
- si l'apprenti a subi une rupture de contrat indépendante de sa volonté (à la suite de problèmes de santé ou d'une faute de son employeur, un licenciement économique…) Le contrat d’apprentissage doit également être signé dans un délai maximum d’un an après l’expiration du contrat précédent[18].
- si la personne souhaitant accéder à l'apprentissage est reconnu travailleur handicapé et bénéficie de l'AAH, elle peut se former par cette voie tout au long de son parcours professionnel, sans limite d'âge[19]
- dans le cadre d'une création ou d'une reprise d'entreprise, lorsque la réalisation de ce projet dépend de l'obtention d'un titre ou d'un diplôme homologué [20]

L'apprenti apprend un métier en le pratiquant avec l'encadrement d'un maître d'apprentissage qui connaît la pratique du métier et peut l'enseigner et en suivant parallèlement un enseignement théorique et pratique dans un Centre de formation d'apprentis (CFA), ou dans un établissement d'enseignement supérieur, avec pour principal objectif la préparation du diplôme.
L'apprentissage doit conduire à une certification professionnelle reconnue par l'établissement public France compétences (ex-CNCP) ou à un diplôme. La certification professionnelle ou le diplôme doit apparaître dans le répertoire national des certifications professionnelles (RNCP). Le contrat d'apprentissage est l'une des formes juridiques d'encadrement de la formation par alternance.
Le contrat est un contrat à durée déterminée (CDD) dont la durée est celle de la formation, un taux minimum de rémunération est fixé par la loi. Un contrat d'apprentissage peut également suspendre un CDI, afin de préparer un diplôme, par accord entre un salarié et son employeur. Ce contrat devra être signé avec le même employeur, la durée de la suspension est égale à la durée du contrat.
À la différence avec toutes les autres formations, pour accéder à la formation par apprentissage il faut au préalable trouver un maître d'apprentissage, c'est la même démarche que pour une recherche d'emploi… sauf que le candidat est beaucoup plus jeune, il faut donc de la détermination, de la persévérance et beaucoup d'enthousiasme. Le Centre de formation des Apprentis peut indiquer les entreprises à démarcher. Une fois le maître d'apprentissage trouvé un contrat est signé entre le maître d'apprentissage, l'apprenti et le CFA. Juridiquement c'est un CDD où l'apprenti a la double casquette de salarié et d'étudiant. Le Fonds national de modernisation et de développement de l'apprentissage est financé en partie par la taxe d'apprentissage.

### Rémunération
La rémunération en contrat d'apprentissage se fait en fonction d'un pourcentage du SMIC pour les moins de 21, ou du Salaire Minimum Conventionnel du poste occupé pour les plus de 21 ans. Dans le cas de contrats successifs, elle doit être au moins égale à la rémunération de l'année précédente, même si le précédent contrat n'a pas été signé avec l'employeur en question. En cas de contrats successifs, la rémunération doit au moins correspondre à celle de l’année précédente, qu’il s’agisse d’un nouveau contrat signé avec le même ou un nouveau employeur. Voici un tableau récapitulatif :
| Année | Apprenti de 15 à 17 ans | De 18 à 20 ans | À partir de 21 ans |
| ----- | ----------------------- | -------------- | ------------------ |
| 1     | 25 % du SMIC            | 41 % du SMIC   | 53 % du SMC        |
| 2     | 37 % du SMIC            | 49 % du SMIC   | 65 % du SMC        |
| 3     | 53 % du SMIC            | 65 % du SMIC   | 78 % du SMC        |

### Aides à l'embauche
Pour l'employeur, l'embauche d'un apprenti en contrat d'apprentissage donne droit à une série d'aides, en fonction de la taille de l'entreprise.
| Entreprises de moins de 11 salariés | Entreprises de 11 à 250 salariés                                                                                      | Entreprises de plus de 250 salariés                                                                                   |
| --- | --- | --- |
| - Prime à l'apprentissage pour les TPE - Aide TPE Jeunes apprentis - Crédit d'impôts - Aides de l'Agefiph - Exonération de certaines cotisations - Déductions de la taxe d'apprentissage | - Crédit d'impôts - Aides de l'Agefiph - Exonération de certaines cotisations - Déductions de la taxe d'apprentissage | - Crédit d'impôts - Aides de l'Agefiph - Exonération de certaines cotisations - Déductions de la taxe d'apprentissage |

### Dispositif prépa-apprentissage
En 2018, a été lancé dans le cadre du Plan d’Investissement dans les Compétences (PIC), le dispositif « Prépa apprentissage ». Ce dispositif a pour objectif de préparer des jeunes à intégrer des parcours d’apprentissage. Cette expérimentation prend fin le 31 décembre 2024. Ce dispositif cible des jeunes ni en emploi, ni en formation, de niveau infra-bac, résidant dans les quartiers prioritaires de la politique de la ville (QPV) ou dans les zones rurales à revitaliser (ZRR), ainsi que les personnes en situation de handicap. Dans le cadre de ce dispositif, 144 projets ont été sélectionnés et ont démarré entre 2019 et 2021. Une étude du Céreq, publiée en novembre 2024, souligne qu'entre 2019 et 2021, les prépas apprentissage ont comptabilisé au niveau national, 61 000 bénéficiaires, avec un taux de sortie en contrat d’apprentissage de 43 %. Les résultats varient selon les projets, certains affichant des taux de sortie positifs (toute formation ou emploi) allant jusqu’à 100 %.

### Réforme de 2018 et effets
La loi du 5 septembre 2018 a libéralisé l’offre de formation en apprentissage. Entre 2017 et 2021, le nombre de contrats d'apprentissage a plus que doublé, passant de 305 000 à 736 000. Selon l'étude du Centre d'études et de recherches sur les qualifications, la croissance est particulièrement marquée dans l'enseignement supérieur qui concentre désormais 60 % des contrats contre 38 % avant la réforme. Les nouvelles formations certifiées par des titres professionnels ne relevant pas de l’Éducation nationale ou de l’Enseignement supérieur, comme ceux du ministère chargé de l'emploi, ont joué un rôle clé dans cette évolution. En 2021, plus de 41 % des contrats signés concernent des nouvelles formations qui n’existaient pas en 2017, avec une forte présence de nouveaux CFA (Centres de Formation d'Apprentis) créés en 2020 ou 2021.

## Contrat de professionnalisation

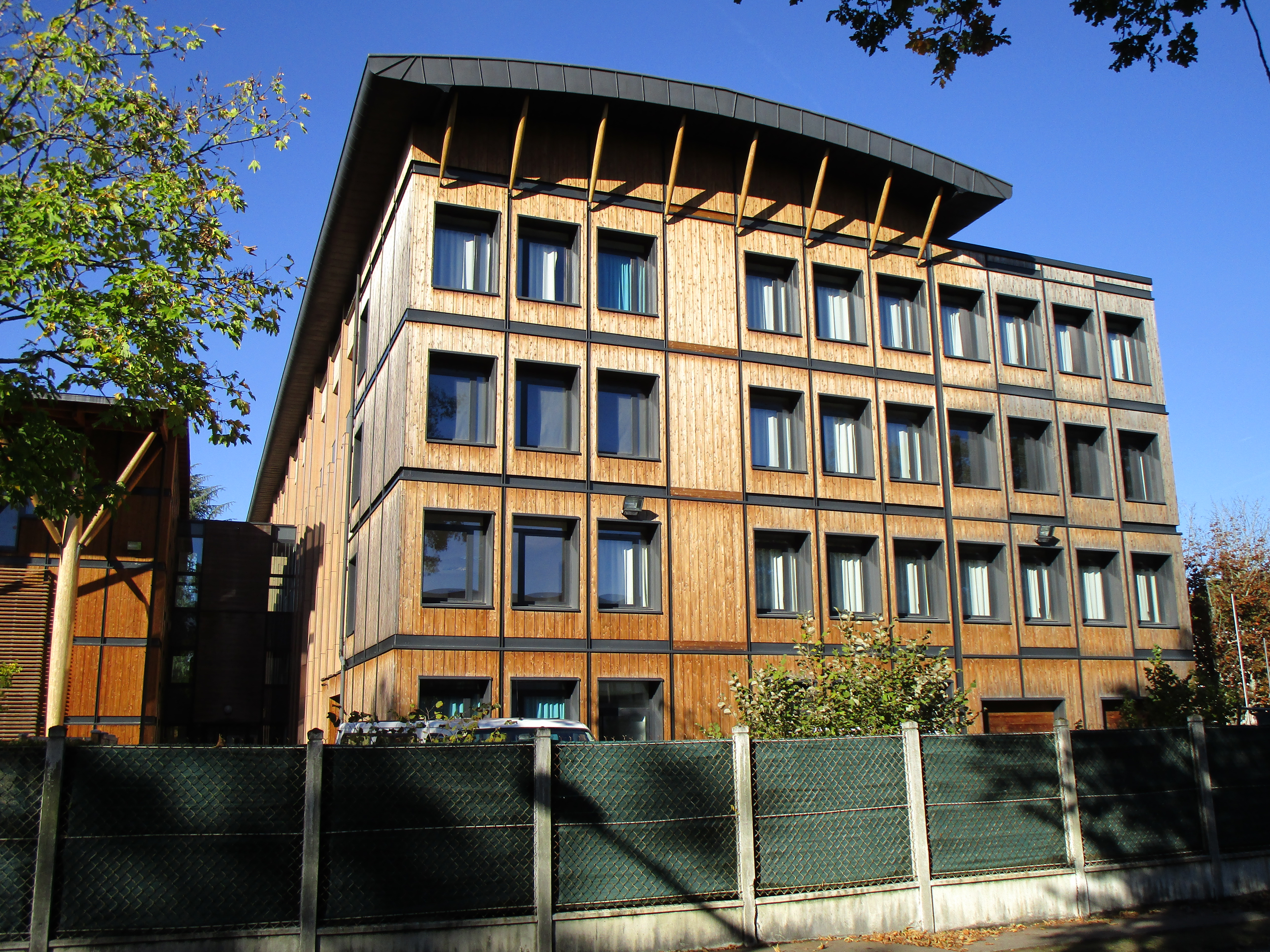
Centre de formation d'apprentis de Tours

Le contrat de professionnalisation est, en droit français, un contrat de travail remplaçant depuis 2004 l'ancien contrat de qualification, d'adaptation et d'orientation et relevant de la formation continue.
Il permet d'accéder à une certification (diplôme, titre, CQP, certification reconnue). Il consiste en l'alternance de périodes d’acquisition de savoir-faire en entreprise et de périodes de formation théorique dispensées en centres de formation ou par l’entreprise elle-même si elle dispose d’un service de formation agréé.
15 à 25 % de la durée totale du contrat (sans pouvoir être inférieure à 150 heures) sont consacrés à des actions d'évaluations, d'accompagnement et de formation, dispensées par un centre de formation. La formation est personnalisée grâce à l'évaluation pré-formative, identifiant le niveau du stagiaire et ses besoins. Le parcours de formation est réalisé en alternance avec les périodes d'activité professionnelle, en lien avec la qualification recherchée.
Le contrat de professionnalisation est un contrat de travail en alternance à durée déterminée ou indéterminée avec une action de professionnalisation. Il doit dans tous les cas être établi par écrit. Il peut comporter une période d’essai : à défaut de dispositions conventionnelles ou contractuelles plus favorables, ce sont les règles de droit commun qui s’appliquent. Il peut être à temps partiel, dès lors que l’organisation du travail à temps partiel ne fait pas obstacle à l’acquisition de la qualification visée et qu’elle respecte les conditions propres au contrat de professionnalisation, notamment en matière de durée de formation par rapport à la durée totale du contrat. Lorsqu’il est conclu à durée déterminée, le contrat de professionnalisation a pour durée celle de l’action de professionnalisation envisagée. Il est à noter que si le contrat de professionnalisation n'est pas remis au titulaire (« apprenti ») dans un délai maximal de 3 mois après le début de prise de fonction (formation), le contrat, quel qu'il soit, devient CDI.
Une fois la période d'essai passée, un apprenti en CDD ne peut plus démissionner. Si celui-ci souhaite tout de même rompre son contrat, il lui faudra trouver un accord amiable avec l'employeur ou passer devant le tribunal des prud'hommes avec un motif valable de rupture. En revanche, un apprenti en CDI pourra démissionner à l'issue de la période de formation, en effectuant un préavis.
Il peut être renouvelé une fois, si le bénéficiaire du contrat n’a pas pu obtenir la qualification envisagée pour l’une des raisons suivantes : échec à l’obtention de la qualification ou de la certification, maternité ou adoption d'un enfant, maladie, accident du travail, ou défaillance de l’organisme de formation. Lorsque le contrat à durée déterminée arrive à échéance, aucune indemnité de fin de contrat n’est due.
Si le contrat à durée déterminée (ou l’action de professionnalisation, dans le cas d’un contrat à durée indéterminée), est rompu avant son terme, l’employeur doit dans les 30 jours qui suivent cette rupture en informer :
- la direction régionale de l'économie, de l'emploi, du travail et des solidarités (DREETS) ;
- l’organisme paritaire collecteur agréé ;
- l’URSSAF.

S'il s'agit d'un CDD, la rupture du contrat hors période d'essai n'est possible que dans les cas suivants : faute grave commise par l'employé ; commun accord entre l'employé et l'employeur ; changement de contrat en CDI décidé par l'employeur ; cas de force majeure résultant des difficultés économiques de l'entreprise. La démission est uniquement possible pour un employé en CDI. Celui-ci doit tout de même respecter un délai de préavis.

### Conditions
Les contrats de professionnalisation concernent plusieurs publics :
1. les jeunes âgés de 16 à 25 ans révolus, qui peuvent ainsi compléter leur formation initiale ;
2. les demandeurs d’emploi âgés de 26 ans et plus, inscrits sur la liste des demandeurs d’emploi gérée par France Travail ; il est toutefois admis que les personnes sortant d’un contrat aidé puissent être recrutées en contrat de professionnalisation sans se réinscrire sur cette liste ;
3. les bénéficiaires du revenu de solidarité active (RSA), de l’allocation de solidarité spécifique (ASS) ou de l’allocation aux adultes handicapés (AAH) ou aux personnes ayant bénéficié d’un contrat unique d'insertion ;
4. dans les départements d'outre-mer et les collectivités de Saint-Barthélemy, Saint-Martin et Saint-Pierre-et-Miquelon, les bénéficiaires du RSA et de l’allocation de parent isolé (API) .

Des dispositions spécifiques peuvent s’appliquer aux personnes mentionnées au 1. ci-dessus qui n’ont pas validé de second cycle dans l’enseignement secondaire et qui ne sont pas titulaires d’un diplôme technologique ou professionnel, ainsi qu’aux personnes mentionnées aux 3. et 4.. La circulaire DGEFP no 2007/21 du 23 juillet 2007 présente en détail l’ensemble de la réglementation relative aux contrats de professionnalisation.

### Rémunération
La rémunération est versée par l'entreprise en pourcentage du SMIC, selon l'âge et du niveau de formation ou du salaire minimum conventionnel correspondant à l'emploi s'il est plus favorable :
| Âge             | Niveau inférieur au Bac                                                             | Niveau supérieur au Bac                                                             |
| --------------- | ----------------------------------------------------------------------------------- | ----------------------------------------------------------------------------------- |
| moins de 21 ans | 55 % du SMIC                                                                        | 65 % du SMIC                                                                        |
| 21 ans à 25 ans | 70 % du SMIC                                                                        | 80 % du SMIC                                                                        |
| 26 ans et plus  | 100 % du SMIC ou 85 % du salaire minimum conventionnel de branche si plus favorable | 100 % du SMIC ou 85 % du salaire minimum conventionnel de branche si plus favorable |

Les taux ci-dessus correspondent toutefois seulement à la situation générale : dans le cadre de certaines conventions collectives, ces taux peuvent être modifiés. À titre d'exemple, dans le commerce de gros, ces taux sont revalorisés de 10 % (soit 80 % pour une personne âgée de 21 à 25 ans, sans le bac).
Au titre de sa progression dans un cycle de formation pluri-annuel, le salarié en contrat de professionnalisation bénéficie d’une rémunération variant en fonction de l’année d’exécution du contrat. Le passage d’un niveau de rémunération à un autre s’effectuera à l’issue de chaque année d’exécution du contrat. Ainsi, le salaire minimum perçu par le salarié en contrat de professionnalisation correspond à un pourcentage du SMIC (ou, dans certains cas, du salaire minimum conventionnel). À savoir que quelqu'un qui valide une formation dans le cadre d'un contrat de professionnalisation ne peut, ou à titre dérogatoire, signer par la suite un contrat d'apprentissage : en effet, le contrat de professionnalisation a pour vocation de former un individu à un poste de travail.

### Employeur
Peuvent conclure des contrats de professionnalisation tous les employeurs assujettis au financement de la formation professionnelle continue, à l’exception de l'État, des collectivités locales et de leurs établissements publics à caractère administratif. Mais aussi les entreprises de travail temporaire peuvent également embaucher des salariés en contrat de professionnalisation à durée déterminée. Et enfin, les établissements publics industriels et commerciaux et les entreprises d’armement maritime peuvent conclure des contrats de professionnalisation. Les conditions particulières d’application du contrat de professionnalisation aux personnels navigants des entreprises d’armement maritime sont fixées par le décret no 2005-146 du 16 février 2005 (JO du 19).
Certaines entreprises, notamment les grands groupes, utilisent le contrat de professionnalisation comme un moyen de recrutement à part entière. Ces contrats sont, pour ces entreprises, une façon de former les alternants pour aboutir à un recrutement en CDI par la suite. Ce type de recrutement s'inscrit dans une démarche de GPEC (Gestion prévisionnelle des emplois et des compétences).
Dans le cadre d'un accord national, la branche Service Courrier-Colis du Groupe La Poste recrute de nombreux facteurs en alternance en coopération avec l'AFPA (Agence nationale pour la formation professionnelle des adultes). Durant 8 mois, le contrat de professionnalisation permet aux facteurs d'être formés au métier et d'obtenir un titre RNCP (Répertoire national des certifications professionnelles) de niveau 5 : le CLVUL (Chauffeur-Livreur sur Véhicule Utilitaire Léger). Cette démarche s'inscrit dans la Gestion prévisionnelle des emplois et des compétences de la branche Courrier-Colis et permet de suppléer à la vacance d'emplois et d'intégrer de nouveaux éléments formés aux évolutions du métier. La rémunération est avantageuse pour ce type de contrat car elle correspond à des pourcentages du SMIC plus élevés que le seuil légal. Ils sont déterminés par la convention collective La Poste France Télécom.
L’employeur doit adresser le formulaire CERFA du contrat de professionnalisation à l’organisme paritaire collecteur agréé (OPCA) au titre de l’alternance au plus tard dans les 5 jours qui suivent le début du contrat ; il est toutefois conseillé aux employeurs de déposer le dossier avant le début de l’exécution du contrat de professionnalisation, afin de s’assurer auprès de l’OPCA de sa conformité et de la prise en charge des dépenses de formation. Cet organisme émet un avis sur le contrat de professionnalisation et décide de la prise en charge des dépenses de formation. Dans tous les cas, dans le délai d’un mois à compter de la date de réception du contrat de professionnalisation, l’OPCA dépose le contrat, l’avis et la décision relative au financement à la DDTEFP du lieu d’exécution du contrat.
La demande d'habilitation de l'entreprise est déposée à la DDTEFP, ainsi que le contrat signé avec l'employeur. L'habilitation est réputée approuvée s’il n'y a pas eu de notification écrite de refus de l'administration dans un délai d’un mois après le dépôt.

#### Organismes de formation
Les actions de formation réalisées dans le cadre d’un contrat de professionnalisation peuvent être dispensées soit par un organisme externe de formation, soit directement par l’entreprise elle-même si elle dispose d’un service de formation dédié. Pour être habilité à dispenser des actions de formation, l’entreprise doit obligatoirement disposer de locaux identifiés, de moyens pédagogiques spécifiques et d’un ou plusieurs formateurs qui consacrent tout ou partie de leur temps à la formation. Les organismes de formation en contrat de professionnalisation ne sont pas liés par un cadre juridique strict, et ils peuvent prendre différents statuts :
- Entrepreneur individuel et auto-entrepreneur dans le cas d’un formateur personne physique
- Société d’exercice libéral (SEL)
- Société à responsabilité limitée (SARL)
- Société anonyme (SA)
- Association loi de 1901
- Groupement d’intérêt économique (GIE)
- Groupement d’intérêt public (GIP)
- Société en nom collectif (SNC), en commandite simple (SCS), par actions simplifiée (SAS), en commandite par actions (SCA), ou société civile professionnelle (SCP)

Seuls sont habilités à dispenser des formations, les organismes ayant fait l'objet d'une déclaration d’activité auprès de la DIRECCTE de la région dont ils relèvent. La signature d’une convention de formation est par ailleurs obligatoire entre l’organisme chargé de la formation et l’entreprise qui lui confie un alternant en contrat de professionnalisation.

#### Tuteur
Le rôle du tuteur est d'accueillir et de guider le salarié, en contrat de professionnalisation, durant toute la durée de l'action. Il organise l'activité de ce salarié de façon à permettre l'acquisition des savoir-faire professionnels.
Dans le cadre des contrats de professionnalisation, l’employeur a la possibilité de désigner un tuteur, mais non l’obligation. S’il désigne un tuteur, celui-ci doit être choisi parmi les salariés qualifiés de l’entreprise. La personne choisie doit être volontaire et justifier d’une expérience professionnelle d’au moins deux ans dans une qualification en rapport avec l’objectif de professionnalisation visé.
L’employeur peut aussi assurer lui-même le tutorat s’il remplit les conditions de qualification et d’expérience. Les accords de branche peuvent inclure l’accompagnement par un tuteur dans leurs priorités et en faire un préalable à la signature d’un contrat de professionnalisation. Le tuteur a pour mission d’accueillir, d’aider, d’informer et de guider le bénéficiaire du contrat ou de la période de professionnalisation. Il doit également veiller au respect de son emploi du temps. Il assure la liaison avec l’organisme ou le service de formation chargé de mettre en œuvre les actions d’évaluation et d’accompagnement ainsi que les enseignements généraux, professionnels et technologiques, et participe à l’évaluation du suivi de la formation. L’employeur doit lui permettre de disposer du temps nécessaire pour exercer ses fonctions et se former. Lorsqu’il est salarié, le tuteur ne peut exercer simultanément ses fonctions à l’égard de plus de trois salariés bénéficiaires de contrats de professionnalisation ou d’apprentissage ou de périodes de professionnalisation. L’employeur ne peut assurer simultanément le tutorat à l’égard de plus de deux salariés bénéficiaires desdits contrats ou de périodes de professionnalisation.
Les dépenses exposées pour la formation du tuteur peuvent être prises en charge par un organisme collecteur des fonds de la formation professionnelle dans la limite de 15 € par heure de formation pour une durée maximale de 40 heures. Ces dépenses comprennent les frais pédagogiques, les rémunérations, les cotisations et contributions sociales légales et conventionnelles ainsi que les frais de transport et d’hébergement. Par ailleurs, dans la limite d’un plafond de 230 € par mois et par bénéficiaire pour une durée maximale de 6 mois, les OPCA peuvent prendre en charge les dépenses liées à l’exercice du tutorat.

### Avantages

#### Avantages pour le salarié
L’aide spécifique complémentaire est attribuée aux bénéficiaires du régime d’assurance chômage qui reprennent une activité salariée dans le cadre d’un contrat de professionnalisation, lorsque les conditions suivantes sont réunies :
- le demandeur doit bénéficier de l’allocation d’aide au retour à l’emploi (ARE) ou justifier d’une prise en charge au titre de l’allocation d’aide au retour à l’emploi et être âgé d’au moins 26 ans au jour de l’embauche. Ainsi, une embauche au cours des différés d’indemnisation ou du délai d’attente prévus par le règlement de l’assurance chômage permet l’attribution de l’aide si l’allocataire est âgé de 26 ans ou plus à cette date ;
- le salaire brut mensuel de base procuré par le contrat de professionnalisation est inférieur à 120 % de 30 fois le montant brut de l’allocation d’aide au retour à l’emploi (ARE) ;
- l’employeur verse une rémunération au moins égale au SMIC ou, si elle est supérieure, à 85 % de la rémunération minimale prévue par la convention ou l’accord collectif de branche applicable à l’entreprise, pendant toute la durée du contrat de professionnalisation s’il est à durée déterminée, ou de l’action de professionnalisation si le contrat est à durée indéterminée.

Les aides incitatives au contrat de professionnalisation et l’ensemble des aides au reclassement attribuées par France Travail, font l’objet d’une présentation exhaustive dans la circulaire UNEDIC no 2006-19 du 21 août 2006.
Le montant mensuel de l’aide est égal à la différence entre 120 % du montant brut mensuel de l’ARE due à la veille de l’embauche (correspondant à 30 fois le montant brut de l’allocation journalière) et le salaire brut mensuel de base procuré par le contrat de professionnalisation. En cas de mois incomplet (embauche, rupture ou fin de contrat de travail en cours de mois), le montant mensuel de l’aide est déterminé au prorata du nombre de jours travaillés dans le cadre du contrat de professionnalisation.
L’aide est versée mensuellement, à terme échu, dans la limite du reliquat des droits et sous réserve que le contrat de professionnalisation soit toujours en cours. Le versement de l’aide est interrompu en cas de suspension du contrat de travail pour maladie, maternité ou fermeture de l’entreprise pour congés, d’une durée supérieure ou égale à 15 jours au cours d’un même mois civil. En cas de nouvelle admission à l’allocation d’aide au retour à l’emploi, après avoir bénéficié de l’aide spécifique complémentaire de retour à l’emploi, les périodes de versement de cette aide s’imputent sur les durées d’indemnisation.

#### Avantages pour l'employeur
Les titulaires des contrats de professionnalisation ne sont pas pris en compte dans le calcul de l’effectif du personnel des entreprises dont ils relèvent pour l’application des dispositions législatives ou réglementaires qui se réfèrent à une condition d’effectif minimum de salariés, exception faire de celles qui concernent la tarification des risques d’accidents du travail et de maladies professionnelles. Cette disposition s’applique jusqu’au terme du contrat s’il a été conclu pour une durée déterminée, ou jusqu’à la fin de l’action de professionnalisation lorsque le contrat est à durée indéterminée. De plus, l'employeur bénéficie de nombreuses aides.

##### L’aide forfaitaire à l’employeur
L’employeur qui embauche un bénéficiaire de l’allocation d’aide au retour à l’emploi (ARE), âgé d’au moins 26 ans au jour de l’embauche, dans le cadre d’un contrat de professionnalisation peut bénéficier d’une aide forfaitaire, sous réserve que les conditions suivantes soient réunies :
- l’employeur doit être affilié au régime d’assurance chômage et être à jour de ses contributions d’assurance chômage au moment de l’embauche du salarié ;
- il ne doit pas avoir procédé à un licenciement pour motif économique au cours des 12 mois précédant l’embauche susceptible d’ouvrir droit à l’aide forfaitaire.

L’allocataire qui doit être embauché ne doit pas être indemnisé au titre des dispositions relatives à l’incitation à la reprise d’emploi par le cumul d’une allocation avec une rémunération et ne doit pas bénéficier de l’aide différentielle de reclassement. Enfin, l’embauche sous contrat de professionnalisation peut être réalisée en contrat à durée indéterminée ou en contrat à durée déterminée. L’aide forfaitaire à l’employeur peut être cumulée avec l’exonération de cotisations patronales de sécurité sociale, applicable, sous certaines conditions, dans le cadre des contrats de professionnalisation. L’aide forfaitaire n’est pas due pour toute suspension du contrat de travail pour maladie, maternité ou en cas de fermeture de l’entreprise pour congés, d’une durée au moins égale à 15 jours au cours d’un même mois civil. Pour bénéficier de l’aide forfaitaire, l’employeur doit conclure une convention (conforme à un modèle type) avec l’ASSEDIC du domicile de l’allocataire. Exonération de certaines cotisations patronales Les embauches ouvrant droit à cette exonération, de même que la portée de cette mesure, dépendent de la date de conclusion du contrat. Le régime applicable aux exonérations liées à la conclusion d’un contrat de professionnalisation a fait l’objet, de la part de l’Urssaf, d’un tableau de synthèse type auquel on pourra également se reporter. L’aide forfaitaire est versée trimestriellement pendant toute la durée de l’action de professionnalisation à raison de 200 € par mois, sans que le montant total de l’aide forfaitaire ne puisse dépasser 2 000 € pour un même contrat. L’aide forfaitaire est versée par l’ASSEDIC à terme échu, sous réserve que le contrat de travail soit toujours en cours ; que l’employeur soit à jour du versement de ses contributions au régime d’assurance chômage et que le versement de l’aide forfaitaire cesse en cas de rupture ou de fin du contrat de travail ou de non-respect, par l’employeur, des obligations résultant de la convention conclue avec l’ASSEDIC.
Les contrats de professionnalisation conclus, avant le 1er janvier 2008, avec un jeune de moins de 26 ans ou un demandeur d’emploi de 45 ans ou plus ouvrent droit à une exonération de cotisations sociales patronales (voir ci-dessous). Cette exonération s’applique jusqu’à la fin du contrat si le contrat est conclu pour une durée déterminée, ou jusqu’à la fin de l’action de professionnalisation si le contrat a été conclu pour une durée indéterminée. Son montant est égal à celui des cotisations afférentes à la fraction de rémunération n’excédant pas le produit du Smic par le nombre d’heures rémunérées, dans la limite de la durée légale du travail calculée sur le mois ou, si elle est inférieure, la durée conventionnelle applicable dans l’établissement. Le bénéfice de cette exonération ne peut être cumulé avec celui d’une autre exonération totale ou partielle de cotisations patronales ou l’application de taux spécifiques, d’assiettes ou de montants forfaitaires de cotisations, à l’exception de la déduction forfaitaire au titre des heures supplémentaires. La portée de cette exonération varie selon la date de conclusion du contrat :
- pour les contrats conclus avant le 1er janvier 2007 et jusqu’au 31 décembre 2007, l’exonération porte sur les cotisations patronales dues au titre des assurances sociales (assurance maladie, maternité, invalidité, vieillesse-décès), des accidents du travail et maladie professionnelle et des allocations familiales ;
- pour les contrats conclus à compter du 1er janvier 2007, elle porte sur les cotisations patronales dues au titre des assurances sociales (maladie-maternité, invalidité-vieillesse-décès) et des allocations familiales (les cotisations « accidents du travail - maladies professionnelles » sont dues dans les conditions de droit commun).
- Pour les actions de professionnalisation conduites par les groupements d’employeurs[33] dans le cadre d’un contrat de professionnalisation conclu avec un jeune de moins de 26 ans ou un demandeur d’emploi de 45 ans et plus, l’exonération porte, dans les limites visées ci-dessus, sur les cotisations à la charge de l’employeur dues au titre des assurances sociales, des accidents du travail et des maladies professionnelles et des allocations familiales, quelle que soit la date de conclusion du contrat.

Pour les contrats conclus après le 1er janvier 2008 :
- les embauches en contrat professionnalisation ouvrent droit à une exonération de cotisations patronales d’assurances sociales (assurance maladie, maternité, invalidité, vieillesse-décès) et d’allocations familiales, lorsque le contrat est conclu avec un demandeur d’emploi âgé de 45 ans et plus ; le bénéfice de cette exonération ne peut être cumulé avec celui d’une autre exonération totale ou partielle de cotisations patronales ou l’application de taux spécifiques, d’assiettes ou de montants forfaitaires de cotisations, à l’exception de l’exonération visée ci-dessous et de la déduction forfaitaire au titre des heures supplémentaires ;
- les embauches en contrat de professionnalisation effectuées par les groupements d’employeurs [régis par les articles L. 1253-1 et suivants du Code du travail[38]] qui organisent des parcours d’insertion et de qualification au profit soit de jeunes âgés de 16 à 25 ans révolus sortis du système scolaire sans qualification ou rencontrant des difficultés particulières d’accès à l’emploi, soit de demandeurs d’emploi âgés de 45 ans et plus, ouvrent droit à une exonération des cotisations à la charge de l’employeur au titre des accidents du travail et des maladies professionnelles. Un décret (à paraître) précisera les conditions dans lesquelles un groupement d’employeurs pourra bénéficier de cette exonération. Le bénéfice de cette exonération est cumulable avec la réduction générale de cotisations[39]

Dans les deux situations visées ci-dessus, le montant de l’exonération est égal à celui des cotisations afférentes à la fraction de la rémunération n’excédant pas le produit du SMIC par le nombre d’heures rémunérées, dans la limite de la durée légale du travail calculée sur le mois, ou, si elle est inférieure, la durée conventionnelle applicable dans l’établissement. L’exonération est applicable aux cotisations afférentes aux rémunérations dues jusqu’à la fin du contrat de professionnalisation lorsque le contrat est à durée déterminée, ou de l’action de professionnalisation lorsque le contrat est à durée indéterminée.

##### Aide à l'accompagnement pour les groupements d'employeurs
Les groupements d’employeurs qui organisent, dans le cadre du contrat de professionnalisation, des parcours d’insertion et de qualification au profit de jeunes de 16 à 25 ans sortis du système scolaire sans qualification ou rencontrant des difficultés particulières d’accès à l’emploi ou de demandeurs d’emploi de 45 ans et plus peuvent bénéficier d’une aide de l’État pour l’accompagnement personnalisé vers l’emploi de ces jeunes et de ces demandeurs d’emploi. Une convention doit être conclue entre le groupement et le représentant de l’État dans le département.
- Le montant de l’aide est fixé à 686 € (pour 2006) par accompagnement et en année pleine.
- L’exonération de cotisations patronales de sécurité sociale est subordonnée au respect par l’employeur de l’ensemble des obligations mises à sa charge au titre des contrats de professionnalisation. À défaut, le DDTEFP peut, par décision motivée, prononcer le retrait du bénéfice de cette exonération.
- Une aide forfaitaire[40] peut être attribuée à l’employeur qui embauche un allocataire du régime d’assurance chômage, dans le cadre d’un contrat de professionnalisation.

## Textes juridiques
- Arrêté du 16 octobre 2009 portant deuxième attribution, au titre des actions nationales de communication et de promotion de l'apprentissage, des recettes de l'année 2009 affectées à la seconde section du Fonds national de développement et de modernisation de l'apprentissage